# شوپشتال
شوپشتال (به آلمانی: Schöpstal) یک شهر در آلمان است که در زاکسن واقع شده‌است. شوپشتال ۲٬۶۹۳ نفر جمعیت دارد.